# Heilig Kruiskerk (Boekhoute)

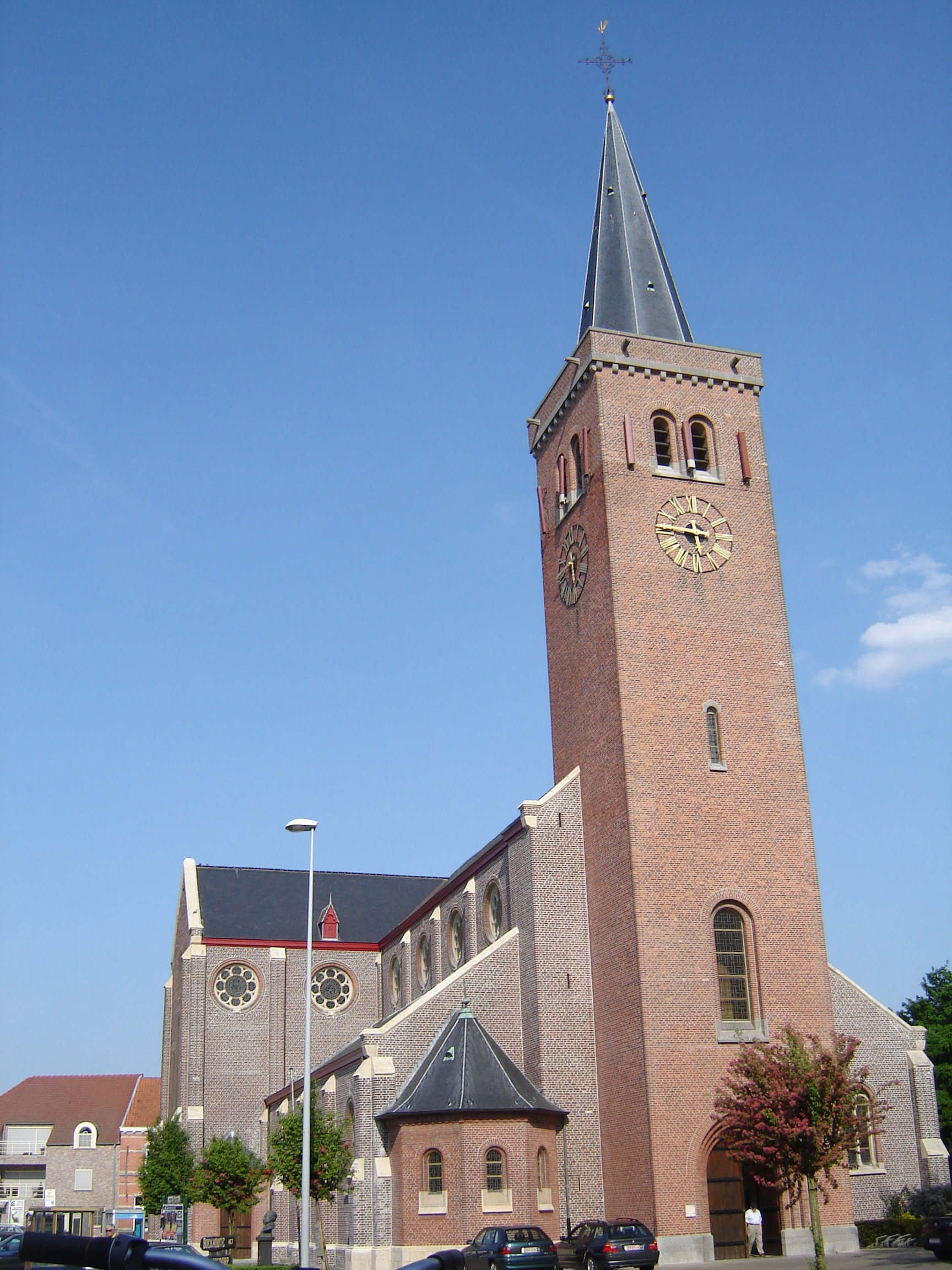
Heilig Kruiskerk

De Heilig Kruiskerk is de parochiekerk van de tot de Oost-Vlaamse gemeente Assenede behorende plaats Boekhoute, gelegen aan Boekhoutedorp.

## Geschiedenis
Er zou te Boekhoute al een kerk hebben bestaan in 964. Tijdens de godsdiensttwisten in de tweede helft van de 16e eeuw werd de kerk verwoest en daarna herbouwd. Door een brand werd ook deze kerk verwoest waarna van 1866-1868 een nieuwe kerk werd gebouwd, naar ontwerp van E. de Perre-Montigny.
Op 19 september 1944 werd de toren opgeblazen. In 1950 werd de kerk hersteld en een nieuwe toren werd gebouwd naar ontwerp van Armand Robert Janssens.

## Gebouw
Het betreft een bakstenen driebeukige basilicale kruiskerk met halfingebouwde westtoren. De kerk is in een eenvoudige neoromaanse stijl gebouwd. De toren is vlakopgaand.
Het kerkmeubilair is overwegend 19e-eeuws.